# 京濱急行巴士

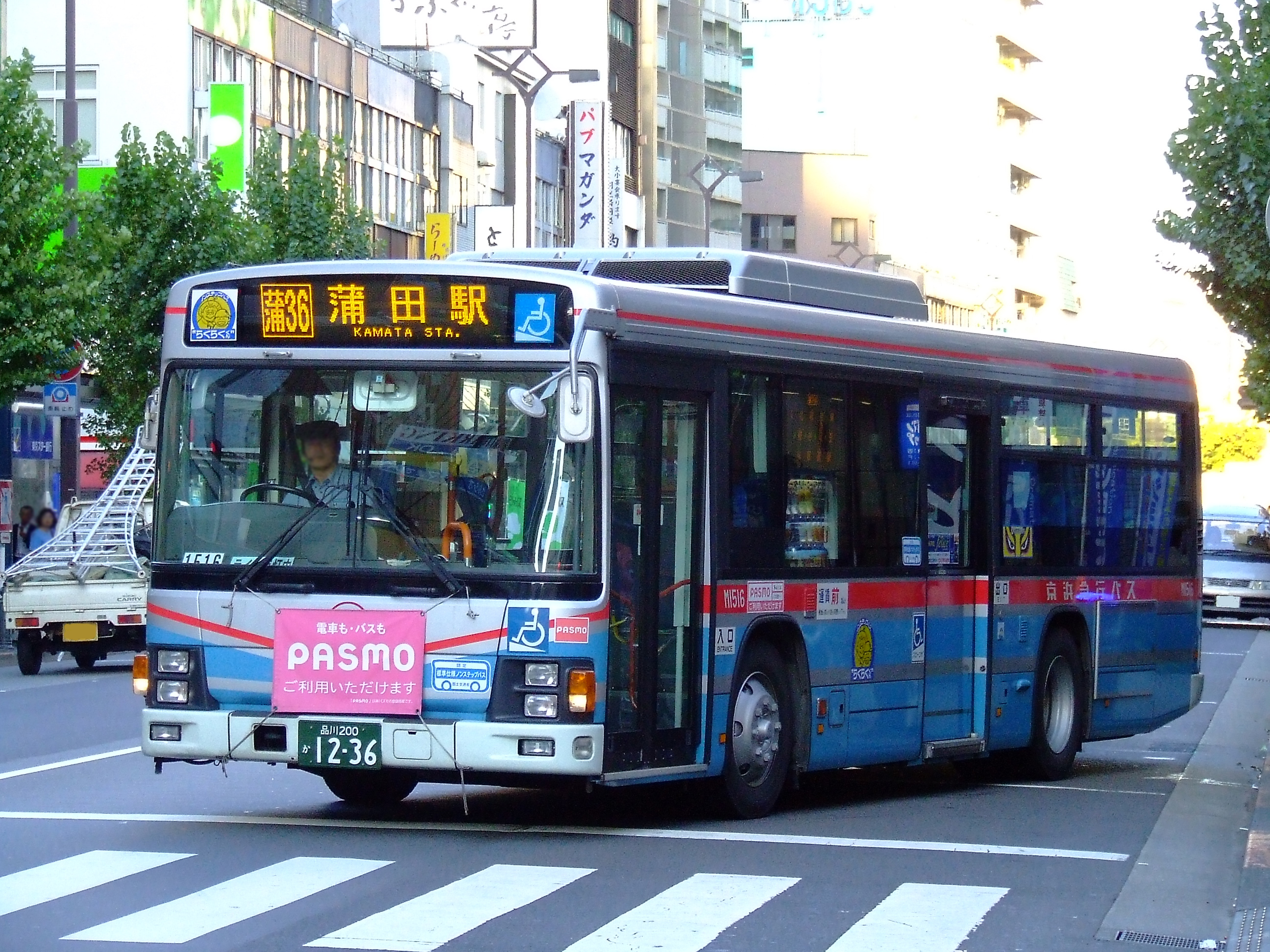
京濱急行巴士 一般路線車 M1516

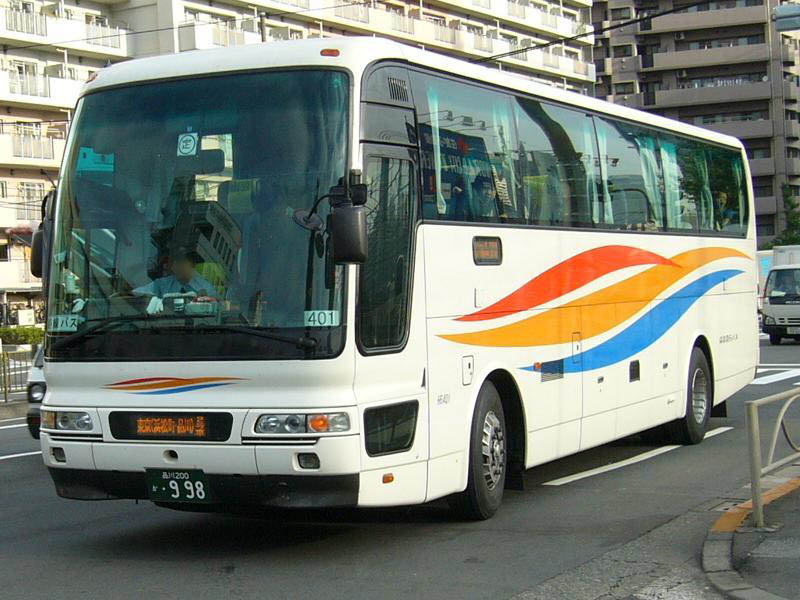
京濱急行巴士 高速巴士 H6401

京濱急行巴士株式會社（日语：／，Keihin Kyuko Bus Co., Ltd. ）是京急集團的巴士業者，為京濱急行電鐵完全子公司。

## 概要
為繼承京濱急行電鐵巴士事業部門的完全子公司。2003年4月設立，同年10月1日開始營業。
營業範圍為東京都東南部至神奈川縣東部的三浦半島，此外還擁有品川、橫濱等通往全國各地的高速巴士與行走跨海公路的中距離巴士，及羽田機場接駁巴士。
子公司有羽田京急巴士、橫濱京急巴士、湘南京急巴士、東洋觀光、京急觀光巴士（已退出巴士業務）。京急的路線巴士預計將全部轉由羽田京急巴士、橫濱京急巴士、湘南京急巴士管理，京濱急行巴士為監管公司（持股公司）。

## 沿革
- 1927年8月：京濱電氣鐵道川崎住宅地線（八丁畷站 - 京町）開業。
- 1929年
  - 10月：京濱電氣鐵道高輪 - 六鄉土手間開通。
  - 12月：京濱電氣鐵道收購鶴屋自動車商會的川崎站 - 大師路線。
- 1930年
  - 4月：京濱電氣鐵道收購三浦半島一周自動車，改稱半島一周自動車運輸商會。
  - 10月：京濱電氣鐵道買下京濱乘合自動車的高輪 - 六鄉路線。
- 1931年1月：京濱電氣鐵道將臨海自動車收為旗下公司。
- 1932年
  - 4月：京濱電氣鐵道六鄉 - 生麥路線開通。
  - 10月：京濱電氣鐵道與橫濱市簽訂委託契約，與橫濱市營巴士合作生麥 - 橫濱站路線。
- 1933年
  - 望月軍四郎（京濱電氣鐵道社長）收購橫須賀自動車。
  - 1月：京濱電氣鐵道將蒲田乘合自動車收為旗下公司。
- 1935年
  - 5月：橫須賀自動車與橫濱乘合自動車合併。
  - 6月：橫須賀自動車改稱湘南乘合自動車。
  - 8月：京濱電氣鐵道將鎌倉乘合自動車收為旗下公司。
  - 9月：京濱電氣鐵道將梅森自動車收為旗下公司。
- 1936年
  - 2月：湘南電氣鐵道與湘南乘合自動車合併。
  - 9月：半島一周運輸商会業務轉讓給半島自動車（1936年6月設立）。
- 1938年
  - 1月：半島自動車、臨海自動車、鎌倉乘合自動車合併成立湘南半島自動車。
  - 7月：京濱電氣鐵道將日本自動車道收為旗下公司。
- 1939年
  - 9月：梅森自動車與蒲田乘合自動車合併成立梅森蒲田自動車。
  - 11月：湘南電氣鐵道將三浦自動車收為旗下公司。
- 1940年11月：湘南半島自動車與三浦自動車合併。
- 1941年
  - 5月：湘南半島自動車與日本自動車道合併。
  - 11月：京濱電氣鐵道、湘南電氣鐵道與湘南半島自動車合併。
- 1942年
  - 5月：京濱電氣鐵道與小田急電鐵合併為東京橫濱電鐵，東京急行電鐵（大東急）成立。
  - 12月：梅森蒲田自動車業務轉讓給東京急行電鐵，解散。
- 1947年7月：與橫濱市締結臨時運轉契約，代為經營橫濱站 - 杉田路線。
- 1948年6月：京濱急行電鐵成立，繼承東京急行電鐵以下巴士路線。
  - 舊京濱電氣鐵道的巴士路線（含舊湘南電氣鐵道、湘南半島自動車巴士路線）
  - 舊梅森蒲田自動車的舊梅森自動車路線
  - 舊東京橫濱電鐵的舊大森乘合自動車路線（大森站 - 蒲田花園）
- 1950年2月：葉山觀光自動車成為旗下企業。
- 1955年7月：東洋觀光成為旗下企業。
- 1959年8月：日本觀光興業成為旗下企業。
- 1970年9月：接手三浦交通巴士事業。
- 1986年12月：與弘南巴士（日语：弘南バス）共同營運的夜間高速巴士「夜曲號」（ノクターン号）開始運行。
- 1998年4月： 川崎鶴見臨港巴士（日语：川崎鶴見臨港バス）共同營運的觀光巴士事業轉讓給日本觀光興業，更名為京急觀光巴士（日语：京急観光バス）。
- 1999年4月：京急巴士成立。
- 2000年12月
  - 橫濱京急巴士成立。
  - 橫須賀京急巴士成立。

- 2003年4月：京急集團路線巴士事業整合公司京濱急行巴士成立。

羽田京急巴士、橫濱京急巴士、橫須賀京急巴士、京急觀光巴士、東洋觀光為子公司。
- 2003年10月：接手京濱急行電鐵剩餘巴士路線。
- 2006年6月：鎌倉營業所設立，橫須賀京急巴士更名為湘南京急巴士。
- 2007年3月18日：部分營業所導入PASMO。
- 2008年3月15日：京急觀光巴士退出巴士事業。
- 2009年3月31日：京急巴士卡結束販售[1]。
- 2010年7月31日：結束巴士共通卡（日语：バス共通カード）服務。
- 2012年11月30日：羽田營業所關閉。
- 2013年3月23日：開始PASMO，Suica等交通系IC卡全國相互利用服務。

## 子公司
- 羽田京急巴士株式會社（社長：岩田 信夫）
  - 本店所在地：京濱急行巴士本社內（東京都港區高輪2-20-20 京濱急行電鐵本社大廈）
  - 主要事業所（實質本社）所在地：東京都大田區羽田4-1-1
- 橫濱京急巴士株式會社（社長：松本行彦）
  - 本店所在地：京濱急行巴士本社內
  - 主要事業所（實質本社）所在地：神奈川縣橫濱市磯子區杉田（日语：杉田 (横浜市)）5-30-1（杉田營業所（日语：横浜京急バス杉田営業所）內）
- 湘南京急巴士株式會社（社長：小林不二夫）
  - 本店所在地：京濱急行巴士本社內
  - 主要事業所（實質本社）所在地：神奈川縣橫須賀市三春町4-9（堀內營業所（日语：湘南京急バス堀内営業所）內）
- 東洋觀光株式會社（社長：金子登志彦）
  - 本社所在地：神奈川県横須賀市久里濱7-6-1
- 京急觀光巴士株式會社(2008年退出巴士事業)
  - 本社與主要事業所所在地：神奈川縣橫濱市鶴見區鶴見中央2-16-24

## 營業所及營業路線

### 現行營業所
- 京濱急行巴士
  - 大森營業所（日语：京浜急行バス大森営業所） （東京都大田區平和島4丁目1-18 編號：M）
  - 京濱島營業所（日语：京浜急行バス京浜島営業所） （東京都大田區京濱島2丁目1-7 編號：K）
  - 新子安營業所（日语：京浜急行バス新子安営業所）（神奈川縣橫濱市神奈川區守屋町（日语：守屋町）3-14 編號：J）
  - 逗子營業所（日语：京浜急行バス逗子営業所） （神奈川縣逗子市逗子2丁目1-30 編號：D）
  - 衣笠營業所（日语：京浜急行バス衣笠営業所） （神奈川縣橫須賀市小矢部1丁目2-20 編號：E）
  - 三崎營業所（日语：京浜急行バス三崎営業所） （神奈川縣三浦市東岡町11-63 編號：G）
  - 久里濱營業所（日语：京浜急行バス久里浜営業所） （神奈川縣橫須賀市池田町4丁目5-29 編號：F）
- 羽田京急巴士
  - 東京營業所（日语：羽田京急バス東京営業所） （大田區羽田4丁目1-1 記号：NH）
- 橫濱京急巴士
  - 杉田營業所（日语：横浜京急バス杉田営業所） （神奈川縣橫濱市磯子區杉田（日语：杉田 (横浜市)）5-30-1 編號：NY）
  - 能見台營業所（日语：横浜京急バス能見台営業所） （神奈川縣橫濱市金澤區能見台（日语：能見台）2-1-3 編號：NY）
  - 追濱營業所（日语：横浜京急バス追浜営業所） （神奈川縣橫須賀市夏島町（日语：夏島町）2873-12 編號：NA）※但現在沒有編號NA的一般路線巴士（2014年4月）
- 湘南京急巴士
  - 堀內營業所（日语：湘南京急バス堀内営業所） （神奈川縣橫須賀市三春町4-9 編號：NB）
  - 鎌倉營業所（日语：京浜急行バス鎌倉営業所） （神奈川縣鎌倉市由比ガ浜2丁目1-12 編號：NC）※但現在沒有編號NC的車輛（2014年4月）

## 長距離高速路線
< >內為共同運行公司。
- 夜曲號 <弘南巴士（日语：弘南バス）>
  - 品川BT（日语：品川バスターミナル） - 濱松町BT - 弘前BT（日语：弘前バスターミナル）/五所川原站
  - 橫濱站 - 弘前BT - 五所川原站
- 駱駝號（日语：キャメル号） <日本交通（日语：日本交通 (鳥取)），日之丸自動車（日语：日ノ丸自動車）>
  - 品川BT - 濱松町BT - 鳥取站前BT（日语：鳥取駅バスターミナル） - 倉吉站前
  - 品川BT - 濱松町BT - 米子站前BT

## 近距離、中距離高速路線
◆可使用PASMO、Suica
- 橫濱皇家花園酒店（横浜ロイヤルパークホテル）、山下公園前、橫濱站東口 - TDR ◆ <京成巴士>
- 川崎站 - 蒲田站 - TDR ◆ <京成巴士>
- 橫濱站東口（YCAT） - 御台場 - 臨海副都心地區、東京BIG SIGHT ◆
- 橫濱站東口（YCAT） - 東扇島西地區、東扇島地區 ◆ <川崎鶴見臨港巴士>
- 橫濱站東口 - 浮島、小島地區 ◆ <川崎鶴見臨港巴士>
- 橫濱站東口（YCAT） - 幕張展覽館中央 <京成巴士>
- 橫濱站東口（YCAT） - 橫須賀西部地域 ◆
- 橫濱站東口（YCAT） - 葉山 ◆
- 橫濱站東口（YCAT） - 橫濱八景島海島樂園 ◆
- 品川站東口 - 御殿場Premium Outlets（日语：御殿場プレミアム・アウトレット） ◆
- 橫濱站東口 - <圈央道> - 勝沼 - 一宮 - 石和 - 山梨學院大學 - 甲府站 - 龍王 <山梨交通>
- 大江戶溫泉物語・東京電訊站 - 錦糸町站・東京晴空塔城 <東武巴士中央、東武巴士東>
- 横濱站東口 - 品川王子大飯店 - 輕井澤72高爾夫球場 - 輕井澤王子大飯店西 - 輕井澤站 <西武觀光巴士>

## 東京灣跨海公路路線
◆可使用PASMO、Suica
- 品川站東口 - 袖浦BT（日语：袖ヶ浦バスターミナル） - 木更津站 <小湊鐵道、日東交通>
- 品川站東口 - 袖浦BT - 袖浦站 - 長浦站 <小湊鐵道、日東交通>
- 橫濱站 - 袖浦BT - 木更津站 - 上總Arc（かずさアーク） <小湊鐵道、日東交通>
- 橫濱站 - 五井站 ◆ <小湊鐵道>
- 橫濱站 - 三井暢貨園區（日语：三井アウトレットパーク 木更津） ◆ <小湊鐵道>
- 川崎站 -（海螢火蟲）- 袖浦BT - 木更津站 <臨港巴士、小湊鐵道、日東交通、東京灣服務（日语：東京ベイサービス (バス会社)）>
- 川崎站 - 三井暢貨園區 ◆ <臨港巴士、小湊鐵道>

## 機場接駁路線

### 東京都內
- 羽田機場 - 東京站 <羽田京急巴士、東京空港交通>
- 羽田機場 -（Cerulean Tower東急酒店（日语：セルリアンタワー） - 澀谷站西口）- 澀谷Mark City <東京空港交通、東急巴士>
- 羽田機場 - 御台場 - 臨海副都心地區 ◆
- 羽田機場 - （品川海濱站）- 大井町站 ◆ <羽田京急巴士>
- 羽田機場 - 千住大橋站、北千住站 ◆ <東武巴士中央>
- 羽田機場 - 錦糸町站 - 東京晴空塔城 ◆ <東武巴士中央>
- 羽田機場 - 吉祥寺站 <東京空港交通、小田急巴士（日语：小田急バス）、關東巴士>
- 羽田機場 - 谷保站 - 國立站 - 立川站北口 - 立川皇宮飯店（パレスホテル立川）（- 拜島營業所（日语：立川バス拝島営業所））◆ <立川巴士（日语：立川バス）>
- 羽田機場 - 二子玉川站 ◆ <東急巴士>
- 羽田機場 - 大崎站西口 ◆ <東急巴士>
- 羽田機場國際線航廈大樓 -大井町站 - 品川站東口 - 新橋站銀座口 ◆ <羽田京急巴士>（※僅深夜、早晨）
- 羽田機場國際線航廈大樓 - 六本木新城 - 澀谷站西口 - Cerulean Tower東急酒店（日语：セルリアンタワー） - 澀谷Mark City - 二子玉川站  ◆ <東急巴士>（※僅深夜、早晨）

### 神奈川、靜岡縣
- 西新整備場・羽田機場 - 橫濱站東口(YCAT)（日语：横浜 - 羽田空港線） ◆ <羽田京急巴士>
- 羽田空港 - 橫濱灣喜來登大酒店（橫濱站西口）（日语：横浜 - 羽田空港線） ◆ <羽田京急巴士>
- 羽田機場 - 新橫濱站 - 新橫濱王子大飯店 ◆ <臨港巴士>
- 羽田機場 - 山下公園前 - Pacifico橫濱 - 紅磚倉庫 ◆
- 羽田機場 - 多摩廣場站 ◆ <臨港巴士、東急巴士>
- 羽田機場 - 中心北站 - 中心南站 ◆ <東急巴士>
- 羽田機場 - 新百合丘站 ◆ <東急巴士、小田急巴士>
- 羽田機場 - 港南台站（- 戶塚站）◆ <橫濱京急巴士、神奈川中央交通（日语：神奈川中央交通）>
- 羽田機場 - 大船站 - 藤澤站 ◆ <江之電巴士（日语：江ノ電バス）>
- 羽田機場 - 大船站 - 鎌倉站 ◆ <江之電巴士>
- 羽田機場 - 南町田站 - 町田巴士中心（日语：町田バスセンター）(町田站) - 相模大野站北口 - 相模大野立體停車場 ◆ <神奈川中央交通>
- 羽田機場 - 海老名站 ◆ <相鐵巴士、神奈川中央交通西>
- 羽田機場 - 本厚木站（- 田村車庫（日语：神奈川中央交通平塚営業所））◆ <神奈川中央交通西>
- 羽田機場 - 二俣川站 ◆ <相鐵巴士（日语：相鉄バス）>
- 羽田機場 -（橫濱站東口）- 御殿場站 - 箱根仙石案內所（日语：仙石原） - 箱根桃源台 ◆ <小田急箱根高速巴士（日语：小田急箱根高速バス）>
- 羽田機場 - 橫濱站東口 - 箱根湯本站 - 初花飯店（ホテルはつはな） ◆ <小田急箱根高速巴士>

### 千葉縣
- 羽田機場 - TDR <東京空港交通、京成巴士、東京灣城市交通（日语：東京ベイシティ交通）>
- 羽田機場 - 西船橋站（- 船橋站）◆ <京成巴士>
- 羽田機場 - 海濱幕張地區 - JR千葉站西口 - 千葉中央站 <東京空港交通、京成巴士>
- 羽田機場 - 國立癌研究中心- 柏之葉校區站（日语：柏の葉キャンパス駅）西口 - 柏站西口 ◆ <東武巴士東（日语：東武バスイースト）>
- 羽田機場 - 木更津金田BT（日语：木更津金田バスターミナル）、袖浦BT（日语：袖ヶ浦バスターミナル）、木更津站東口 <東京空港交通、小湊鐵道、日東交通（日语：日東交通 (千葉県)）>
- 羽田機場 - 木更津羽鳥野BS - 君津BT（日语：君津バスターミナル） - 君津站南口、君津製鐵所（日语：新日本製鐵君津製鐵所） <日東交通>
- 羽田機場 - 市原停車場（日语：市原バスターミナル） - 五井站（- 東金站）◆ <小湊鐵道>
- 橫濱站東口 - 羽田機場 - 市原鶴舞BT（日语：市原鶴舞バスターミナル） - 茂原站 ◆ <小湊鐵道>
- 羽田機場 - 蘇我站 ◆ <小湊鐵道>
- 橫濱站東口 -（羽田機場）- 君津BT（日语：君津バスターミナル） - HIGHWAY OASIS富樂里 - 富浦枇杷倶樂部（日语：道の駅とみうら） - 館山站 <日東交通>

### 埼玉縣
- 羽田機場 - 埼玉新都心站西口 - 大宮站西口 - 西武巴士大宮營業所（日语：西武バス大宮営業所）<東京空港交通、西武觀光巴士、國際興業巴士（日语：国際興業バス）>
- 羽田機場 - 川口站東口 - 川口元鄉站<國際興業巴士>
- 羽田機場 - 八潮站北口 -草加站東口- 新越谷站西口 ◆ <東武巴士中央（日语：東武バスセントラル）>
- 羽田機場 - 朝霞台站南口 - 志木站南口 → 新座車庫（日语：東武バスウエスト新座営業所） → 富士見野站西口 ◆ <東武巴士西（日语：東武バスウエスト）>（新座車庫、富士見野站僅停靠羽田機場發車班次）

### 茨城縣
- 羽田機場 - 並木大橋 - 竹園二丁目 - 筑波中心（日语：つくばセンター） <關東鐵道>
- 羽田機場 - 水鄉潮來（日语：水郷潮来バスターミナル） - 鹿島中央飯店（日语：鹿島セントラルホテル） - 鹿島製鐵所（日语：新日鐵住金鹿島製鐵所） - 鹿島神宮（日语：鹿島バスターミナル） - 鹿島神宮站 <關東鐵道>
- 羽田機場 - 水戶大洗IC - 水戶站南口 - 勝田站西口 - 東海站（日语：東海駅）東口 - 日立站中央口 <羽田京急巴士、日立電鐵交通服務（日语：日立電鉄交通サービス）、茨城交通>

### 山梨縣
- 羽田機場 - <中央道> - 勝沼 - 一宮 - 石和 - 山梨學院大學 - 甲府站 - 龍王 <山梨交通（日语：山梨交通）>
- 羽田機場 - 品川站東口（僅往返一班） - 富士急高原樂園 - 富士北麓駐車場 - 河口湖站 - 富士山站 - 富士山五合目（期間限定、僅下山一班） <富士急山梨巴士（日语：富士急山梨バス）>

### 長野縣
- （橫濱站東口） - 羽田機場 - 輕井澤72高爾夫球場 - 輕井澤王子大飯店西館 - 輕井澤站 <西武高原巴士（日语：西武高原バス）>

### 成田機場
- 成田機場 - 橫濱城市航空總站（ - 港未來21地區）<東京空港交通、京成巴士>
- 成田機場 - 新橫濱地區 <東京空港交通、Limousine Passenger Service、臨港巴士>

## 深夜急行巴士
- 新橋站→品川站→大船站→鎌倉站→逗子站（湘南京急巴士堀內營業所管轄）
- 新橋站→品川站→上大岡站→金澤文庫站（橫濱京急巴士杉田營業所管轄）

## 備註
1. ↑  【お知らせ】　『京急バスカード』の発売終了について - 京濱急行巴士（2009年3月7日時点でのアーカイブ）

## 外部連結
- 京濱急行巴士（页面存档备份，存于）